# Заболотье (Жлобинский район)
Заболотье (бел. Забалоцце) — деревня в Коротковичском сельсовете Жлобинского района Гомельской области Белоруссии.

## География

### Расположение
В 28 км на запад от Жлобина, 14 км от железнодорожной станции Мормаль (на линии Жлобин — Калинковичи), 117 км от Гомеля.

## Гидрография
На западной окраине сеть мелиоративных каналов, в том числе канал Большая Вязанка, на северо-запад гидрологический заказник «Дубовка».

## Транспортная сеть
Транспортные связи по просёлочной, а затем автомобильной дороге Папоротное — Жлобин. Планировка состоит из чуть изогнутой меридиональной улицы, застроенной двусторонне, неплотно деревянными усадьбами.

## История
По письменным источникам известна с XIX века как хутор в составе одноименного поместья помещика Турчанинова. В 1872 году хозяин поместья владел 155 десятинами земли. С 1880 года действовали хлебозапасный магазин и школа. Согласно переписи 1897 года в Степской волости Бобруйского уезда Минской губернии.
В 1934 году организован колхоз «Красное Заболотье». Во время Великой Отечественной войны в ноябре 1943 года оккупанты полностью сожгли деревню и убили 6 жителей. Освобождена 27 июня 1944 года. 14 жителей погибли на фронте. Согласно переписи 1959 года в составе колхоза «Родина» (центр — деревня Коротковичи).

## Население

### Численность
- 2004 год — 10 хозяйств, 18 жителей.

### Динамика
- 1897 год — посёлок — 3 двора, 10 жителей; 2 хутора — 6 дворов, 41 житель (согласно переписи).
- 1925 год — 19 дворов.
- 1940 год — 38 дворов, 195 жителей.
- 1959 год — 197 жителей (согласно переписи).
- 2004 год — 10 хозяйств, 18 жителей.